# Petitella
Petitella es un género de peces stetrapriónidos de agua dulce de la familia de los carácidos. Sus 3 especies habitan en aguas cálidas del norte de Sudamérica. Habitualmente se las comercializa en todo el mundo, con el nombre común de tetras nariz de borracho o borrachitos, como peces de acuario hogareño.

## Taxonomía
Descripción original e historia taxonómica
Este género fue descrito originalmente en el año 1964 por el ictiólogo francés Jacques Géry junto a Henri Boutière, en la misma publicación que se hacía lo propio con su especie tipo, Petitella georgiae, sobre la base de ejemplares que a fines de la década de 1950 fueron exportados, para abastecer el comercio de peces de acuario, desde el Perú hacia Suiza, donde fueron encontrados por H. Boutiere.
Tradicionalmente fue considerado un género monotípico, hasta que en el año 2020 le fueron trasferidas otras 2 especies, las que eran incluidas en el género Hemigrammus, como resultado de análisis de datos moleculares, que dieron fuerte apoyo como integrantes de un clado de taxones hermanos, respaldando así sus enormes parecidos morfológicos y cromáticos. Además, se encontró que Petitella georgiae sería un complejo de especies compuesto por al menos 2 especies, con gran distancia genética entre sí.
Etimología
Etimológicamente, el término genérico Petitella deriva de la palabra en idioma francés petit, que significa ‘pequeño’, en alusión al tamaño reducido de los ejemplares que sirvieron para describir a su especie tipo.

## Subdivisión

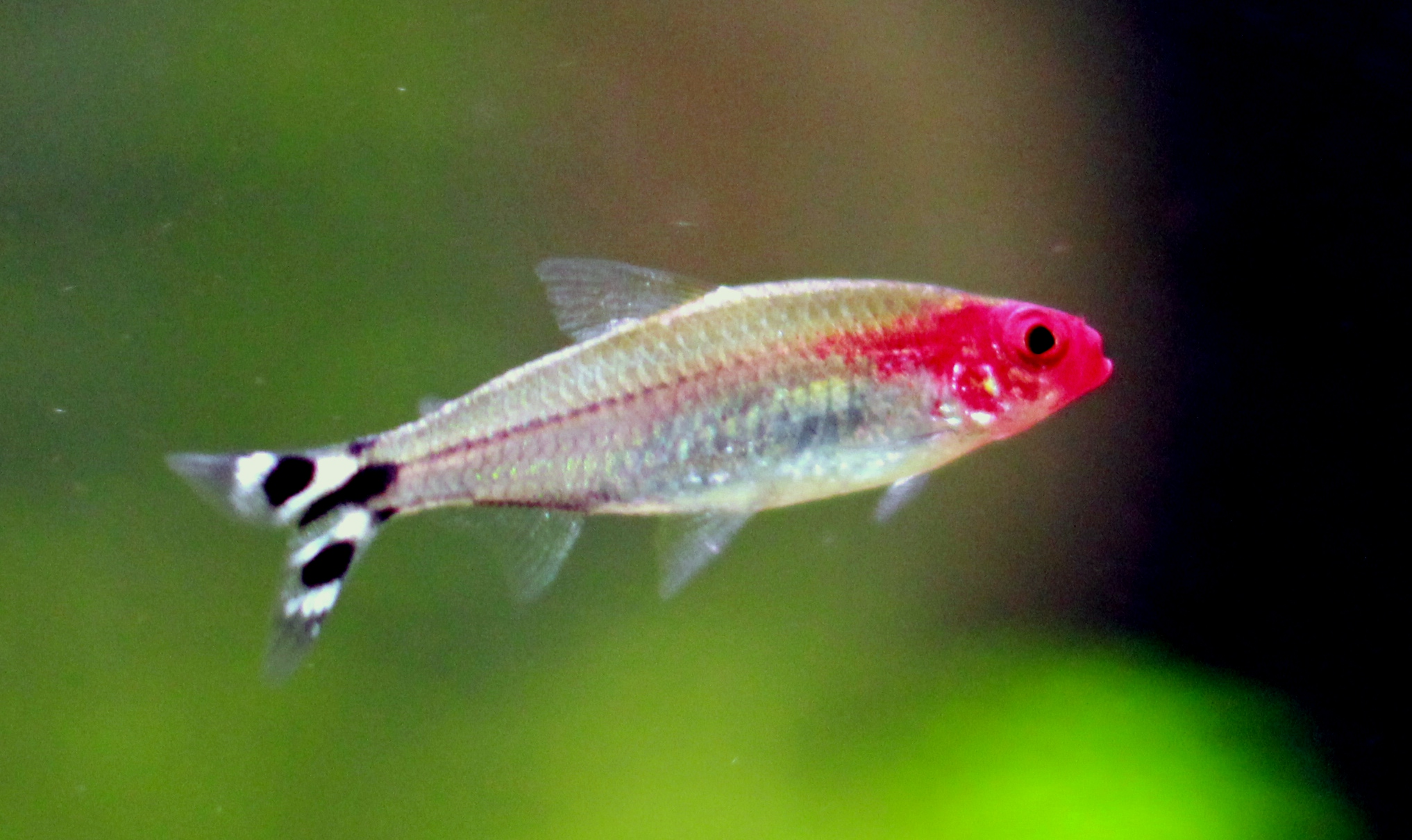
Petitella bleheri.

Este género está integrado por 3 especies ya descritas y una cuarta, aún sin describir:
- Petitella bleheri (Géry & Mahnert, 1986)[7]
- Petitella georgiae Géry & Boutière, 1964[4]
- Petitella rhodostoma (Ahl, 1924)[8]

## Caracterización
El género Petitella se distingue fácilmente de todos los otros géneros de carácidos por la posesión en la cabeza de una distintiva coloración rojo-brillante especialmente en el hocico, la presencia de una barra horizontal negra que se extiende desde el extremo del pedúnculo caudal hasta los radios medios de la aleta caudal y la presencia de una barra negra oblicua en cada lóbulo de aleta caudal, las que están separadas por bandas de color blanco.
Otro rasgo diagnóstico es el posee una combinación única de caracteres: presencia de contacto entre frontal anterior y fontanela frontal; margen posterodorsal del cartílago etmoideo y de etmoides laterales distantes de los etmoides laterales; 17 o menos radios ramificados en la aleta anal; solo 1 o 2 ganchitos en cada radio de aleta anal en los machos adultos; la presencia de crestas longitudinales paralelas en el campo posterior de las escamas y escamas que cubren un tercio de la longitud de los lóbulos de la aleta caudal.
Se trata de peces pequeños, ya que la especie más grande (Petitella rhodostoma) posee un tamaño máximo de solo 50 mm de longitud estándar.

## Distribución geográfica y hábitat
Las especies de Petitella se distribuyen en cursos fluviales de Sudamérica cálida, en Brasil, Colombia, el Perú y Venezuela, específicamente en la cuenca amazónica, en las hoyas superior e inferior del río Amazonas, así como en las subcuencas de los ríos Purús, Negro, Tapajós, Madeira, etc., así como en los ríos Meta y Orinoco de la cuenca homónima.

## Sus especies como peces de acuario
Sus especies son conocidas en todo el mundo por su popularidad entre los aficionados al acuarismo de peces tropicales, en especial los que gustan de recrear un acuario de biotopo de tipo amazónico. En cautividad se alimentan fácilmente de pequeños gusanos, micro-crustáceos y materia vegetal; prefieren desenvolverse en cardúmenes de 5 o más individuos, los que precisan acuarios de 80 cm de longitud o más, con temperaturas del agua entre 22 y 26 °C y pH entre 5,0 y 7,0.